# Verkhnodniprovsk
Verkhnodniprovsk (en ukrainien : Верхньодніпровськ) ou Verkhnedneprovsk (en russe : Верхнеднепровск) est une ville de l'oblast de Dnipropetrovsk, en Ukraine, et le centre administratif du raïon de Verkhnodniprovsk. Sa population s'élevait à 16 885 habitants en 2013.

## Géographie
Verkhnodniprovsk se trouve sur la rive droite du réservoir de Kamianske, sur le Dniepr, à 53 km — 77 km par la route — au nord-ouest de Dnipro.

## Histoire
Le village qui est à l'origine de la ville actuelle existe depuis le XVIIe siècle. À son emplacement est créé le sloboda Grigorivka en 1780, année considérée comme la date officielle de la fondation de la ville. En 1785, Grigorivka est renommé Novogrigorevkou, puis en 1806 Verkhnodniprovsk, centre d'un ouiezd du gouvernement de Iekaterinoslav. À la fin du XIXe siècle, elle compte 7 671 habitants et dix usines (fabrique de bougies, briqueterie, moulin à vapeur). À Verkhnodniprovsk se tiennent quatre foires par an. On y trouve plusieurs écoles, une église orthodoxe, une synagogue et une maison de prière israélite. Pendant la Seconde Guerre mondiale, Verkhnodniprovsk est occupée par l'Allemagne nazie du 21 août 1941 au 22 octobre 1943. Le statut de ville lui est accordé en 1956.

## Population
Recensements (*) ou estimations de la population :
| 1897* | 1923* | 1926* | 1959* | 1970*  | 1979*  |
| ----- | ----- | ----- | ----- | ------ | ------ |
| 6 701 | 7 308 | 5 882 | 9 124 | 13 394 | 20 065 |

| 1989*  | 2001*  | 2010   | 2011   | 2012   | 2013   |
| ------ | ------ | ------ | ------ | ------ | ------ |
| 22 708 | 16 976 | 16 943 | 16 971 | 16 930 | 16 885 |

## Personnalités
- Vsevolod Balitski (1892-1937), dirigeant du NKVD d'Ukraine pendant la Grande Famine
- Serafima Blonskaïa (1870-1947), peintre.
- Vladimir Chtcherbitski (1918-1990), homme politique soviétique, chef du gouvernement de la RSS d'Ukraine
- Inessa Touchkanova (1987-), pilote de rallye et mannequin.